# Plougoumelen
Plougoumelen (en bretó Plougouvelen) és un municipi francès, situat a la regió de Bretanya, al departament d'Ar Mor-Bihan. L'any 2008 tenia 2.263 habitants. El 1947 fou separat de Le Bono.

## Demografia
| 1962                                       | 1968 | 1975  | 1982  | 1990  | 1999  |
| ------------------------------------------ | ---- | ----- | ----- | ----- | ----- |
| 718                                        | 729  | 1.023 | 1.357 | 1.544 | 1.762 |
| Des de 1962: població sense dobles comptes |      |       |       |       |       |

## Administració
| Període   | Identitat           | Partit |
| --------- | ------------------- | ------ |
| 2001-2008 | Jean-Claude Guiziou | PS     |
| 2008-     | Olivier Coulon      |        |

## Història
Al segle vi la comunnitat que es va instal·lar al territori de Plougoumelen, es va adscriure sota l'advocació de Sant Melaine,dins el bisbat de Rennes. Aleshores va prendre el nom de Plou-Melen que es transformaria més endavant en Plougoumelen. En conseqüència, Sant Filibert, abat de Noirmoutier, s'associa a Saint Melaine com a protector dels seus habitants.
Aquesta comunitat ha tingut diferents noms al llarg de la història: Hi ha un document de 1219 on apareix amb la denominació Parrochia de Cumelen; segons documents de 1427,1448,i 1536, consta amb el nom Ploegomelen; en d'altres el nom és Plogomelen (el 1464 i 1477),i fins i tot Plougoumelan en un document del 1481.
La senyoria més important de Plougoumelen és la que va pertànyer a la família de Pont Sal, la qual va passar successivament per les famílies Launay, els Talhouët de Kerservant i la família Botherel de Quintin.
Antigament la parròquia de Plougoumelen i la parròquia de Le Bono formaven una sola comunitat administrativa 1790.
El 1947, Le Bono es va segregar i Plougoumelen es va convertir en municipi independent.